# 肝付兼盛
肝付 兼盛（きもつき かねもり）は、戦国時代から安土桃山時代にかけての武将。肝付氏庶流。大隅国加治木城主。島津貴久・義久の家老を務めた。

## 生涯
肝付氏本宗家が島津氏に対抗したのに反し、兼盛は父・肝付兼演と共に島津貴久に従い、天文23年（1554年）の岩剣城攻めに参加し4人を討ち取る功を上げた。翌24年（1555年）にも蒲生氏を攻め、蒲生氏を支援した祁答院氏の領する帖佐の山田へ加治木の長浜衆を率いて進軍、大将の徳永与一左衛門・安田杢之丞ら23人を討ち取り、利を失った敵は帖佐城ならび山田城を棄てて本貫地である祁答院へと逃散した。姶良地方にまで勢力を伸ばしていた祁答院氏をその本貫地のみに封じ込めた功は大きく、貴久より西別府（現・鹿児島市西別府町）と有川（現・霧島市）の地を与えられた。永禄2年（1559年）には島津氏と盟書を交わす。
永禄9年（1566年）に伊東氏の三ツ山城攻め、翌年の菱刈攻めなどにも軍功をあげる。同11年（1568年）には島津忠良から軍功を賞された4人の中の1人となった。また翌年、新納忠元と共に大口城を攻め落城させると島津義久から感状と曽於郡上三台堂を与えられた。
その後も大隅を統一すべく、肝付宗家・伊地知氏・禰寝氏との合戦や、天正4年（1576年）の日向国高原城攻めなど数々の合戦に参加したが、天正6年に没する。享年46。

## 墓碑
精矛神社 - 近くの東禅寺墓地跡地に現在は葬られている。